# Krista Pärmäkoskiová
Krista Pärmäkoskiová, nepřechýleně Pärmäkoski, rodným příjmením Lähteenmäki (* 12. prosince 1990 Ikaalinen) je finská běžkyně na lyžích.

## Sportovní kariéra
Lyžování se s podporou rodičů věnuje od dětství, soutěžit začala ve dvanácti letech. Od šestnácti let je jejím osobním trenérem Matti Haavisto. V sedmnácti letech získala svou první medaili na juniorském MS – bronz ve štafetě. V necelých osmnácti letech poprvé startovala ve Světovém poháru – v Kuusamu ve sprintu a hned na úvod získala první body za 29. místo. Na juniorském MS 2010 se stala mistryní světa v běhu na 5 km klasicky a vydobyla si nominaci na ZOH 2010, kde sbírala zkušenosti v závodech na 10 km volně (52. místo) a na 30 km klasicky (25. místo). V následující sezóně 2010/11 se poprvé výrazněji prosadila ve Světovém poháru – ve svých dvaceti letech absolvovala celou Tour de Ski, ve které byla osmá a v celkové klasifikaci SP skončila dvanáctá, úspěšnost sezóny podtrhla titulem mistryně světa do 23 let v Otepaa a ziskem dvou medailí na šampionátu dospělých v Oslu – stříbro v týmovém sprintu a bronz ve štafetě. Od té doby patří do světové špičky – pravidelně sbírá medaile na šampionátech a olympiádách (MS 2013 bronz v týmovém sprintu, ZOH 2014 stříbro ve štafetě, MS 2015 bronz ve štafetě, MS 2017 stříbro ve skiatlonu a bronz ve štafetě, ZOH 2018 bronz ve skiatlonu a v běhu na 10 km volně a stříbro v běhu na 30 km klasicky), ve Světovém poháru se v celkové klasifikaci s výjimkou sezóny 2014/15 pravidelně umisťuje v elitní desítce. V sezóně 2016/17 obsadila v celkovém pořadí 2. místo, což byl její nejlepší výsledek za celou kariéru a po Kirvesniemiové, Matikainenové, Kuitunenové a Saarinenové se stala pátou Finkou v historii, která na medailové umístění v klasifikaci Světového poháru dosáhla.

### Největší úspěchy
- MS 2011: 2. místo v týmovém sprintu (s Aino-Kaisa Saarinenovou) a 3. místo ve štafetě
- MS 2013: 3. místo v týmovém sprintu (s Riikkou Sarasoja-Lilja)
- MS 2017: 2. místo ve skiatlonu na 2×7,5 km

## Výsledky

### Výsledky ve Světovém poháru
| Sezóna  | Věk | Sezónní výsledky | Sezónní výsledky | Sezónní výsledky | Sezónní výsledky | Výsledky na Ski Tour | Výsledky na Ski Tour | Výsledky na Ski Tour | Výsledky na Ski Tour |
| Sezóna  | Věk | Celkově          | Distance         | Sprinty          | Nordic Opening   | Tour de Ski          | Ski Tour 2020        | WC Final             | Ski Tour Kanada      |
| ------- | --- | ---------------- | ---------------- | ---------------- | ---------------- | -------------------- | -------------------- | -------------------- | -------------------- |
| 2008/09 | 18  | 112.             | —                | 74.              | —                | —                    | —                    | —                    | —                    |
| 2009/10 | 19  | 102.             | 77.              | —                | —                | —                    | —                    | —                    | —                    |
| 2010/11 | 20  | 12.              | 12.              | 29.              | 12.              | 8.                   | —                    | DNF                  | —                    |
| 2011/12 | 21  | 7.               | 7.               | 19.              | 12.              | 4.                   | —                    | 17.                  | —                    |
| 2012/13 | 22  | 10.              | 13.              | 26.              | 6.               | 4.                   | —                    | 9.                   | —                    |
| 2013/14 | 23  | 8.               | 9.               | 17.              | 12.              | 4.                   | —                    | 11.                  | —                    |
| 2014/15 | 24  | 24.              | 24.              | 40.              | 8.               | DNF                  | —                    | —                    | —                    |
| 2015/16 | 25  | 4.               | 5.               | 9.               | 8.               | 8.                   | —                    | —                    | 4.                   |
| 2016/17 | 26  | 2.               | 3.               | 6.               | 3.               | 2.                   | —                    | 5.                   | —                    |
| 2017/18 | 27  | 4.               | 4.               | 7.               | 15.              | 4.                   | —                    | 6.                   | —                    |
| 2018/19 | 28  | 4.               | 4.               | 14.              | 5.               | 3.                   | —                    | 4.                   | —                    |
| 2019/20 | 29  | 9.               | 7.               | 27.              | 6.               | —                    | 7.                   | —                    | —                    |
| 2020/21 | 30  | 12.              | 13.              | 33.              | DNF              | 5.                   | —                    | —                    | —                    |
| 2021/22 | 31  | 4.               | 3.               | 28.              | —                | 4.                   | —                    | —                    | —                    |

### Výsledky na OH
| Rok  | Věk | 10 km | 15 km skiatlon | 30 km hromadný start | sprint | 4 × 5 km štafeta | sprint dvojic |
| ---- | --- | ----- | -------------- | -------------------- | ------ | ---------------- | ------------- |
| 2010 | 19  | 52.   | —              | 25.                  | —      | —                | —             |
| 2014 | 23  | 10.   | 13.            | 18.                  | —      | 2.               | —             |
| 2018 | 27  | 3.    | 3.             | 2.                   | 9.     | 4.               | 5.            |
| 2022 | 31  | 3.    | 7.             | 10.                  | —      | 4.               | 4.            |

### Výsledky na MS
| Rok  | Věk | 10 km | 15 km skiatlon | 30 km hromadný start | sprint | 4 × 5 km štafeta | sprint dvojic |
| ---- | --- | ----- | -------------- | -------------------- | ------ | ---------------- | ------------- |
| 2009 | 18  | 37.   | —              | —                    | —      | —                | —             |
| 2011 | 20  | 5.    | 31.            | 11.                  | 16.    | 3.               | 2.            |
| 2013 | 22  | 15.   | 8.             | DNF                  | 14.    | —                | 3.            |
| 2015 | 24  | 20.   | 23.            | —                    | —      | 3.               | —             |
| 2017 | 26  | 7.    | 2.             | 6.                   | —      | 3.               | —             |
| 2019 | 28  | 4.    | 8.             | 11.                  | —      | 6.               | 7.            |
| 2021 | 30  | 13.   | 13.            | 8.                   | —      | 3.               | 7.            |
| 2023 | 32  | 17.   | 6.             | 15.                  | —      | 4.               | 6.            |

## Soukromý život
Pochází z malého města Ikaalinen, vyrůstala na farmě svých rodičů, kde otci často pomáhala. V srpnu 2014 se provdala za Tommiho Pärmäkoskiho, sportovního fyzioterapeuta, s nímž byla od roku 2012 zasnoubena.